# پومرن (راینلاند-فالتس)
پومرن (به آلمانی: Pommern) یک شهر در آلمان است که در کوخم-تسل واقع شده‌است. پومرن ۵۰۸ نفر جمعیت دارد.